# Ruská Kajňa
Ruská Kajňa (in ungherese Oroszkánya, in tedesco Keinich) è un comune della Slovacchia facente parte del distretto di Humenné, nella regione di Prešov.